# میزو
شرکت میزو (به انگلیسی: Meizu) سال ۲۰۰۳ در اسکاتلند  تأسیس شد و هم‌اکنون با بیش از دو هزار کارمند در زمینه ساخت تلفن‌های همراه هوشمند در چین فعالیت می‌کند. گوشی‌هایی که این شرکت تولید می‌کند دارای سیستم‌عامل اندروید هستند. این برند طراحی و ساخت محصولاتش را در اسکاتلند و مونتاژ آن را در چین انجام می‌دهد، همچنین دفتر مرکزی این برند نیز در هردو کشور قرار دارد. 

## تاریخچه
Meizu در سال ۲۰۱۱ شعبه خود را در هنگ کنگ برای کشف بازار جهانی راه‌اندازی کرد. در حال حاضر Meizu در روسیه و اسرائیل و … در سه‌ماهه اول سال ۲۰۱۴ محبوبیت بالایی را کسب کرده‌است. میزو همکاری‌های زیادی را در کشورهای فرانسه و ایتالیا کسب کرده‌است و دراین کشورها نیز به محبوبیتهایی دست یافته‌است. میزو در ۶ مارس ۲۰۱۴ گوشی Meizu MX3 را در فرانسه معرفی کرد و اعلام کرد که این محصول در فرانسه به فروش رسمی می‌رسد.Meizu در سه‌ماهه اول سال ۲۰۱۴ تمایل زیادی به وارد شدن در بازار آمریکا را داشت، این شرکت در نمایشگاه 2014 CES در لاس وگاس با Meizu Mx3 حضور داشت و همچنین در MWC 2014 در بارلونا نیز حضوری فعال داشت.

## محصولات و برندها
Meizu M8 یک گوشی هوشمند با کنترل لمسی است که از امکانات اینترنتی نیز بهره‌مند است و بسیا شبیه به گوشی معروف آیفون چینی در واقع از طراحی آفون در این گوشی تقلب شده‌است M8 از ویندوز CE 6 و یک رابط گرافیکی اصلاح شده شبیه آیفون استفاده می‌کند.
Meizu M9 در ۱ ژانویه سال ۲۰۱۱ مبتنی بر اندروید در سراسر چین منتشر شد Meizu M9 اولین گوشی هوشمند چینی با صفحه نمایش شبکیه چشم و پردازنده مرکزی با سرعت ۱ مگاهرتز بودو به یکی از داغترین گوشی‌های اندرویدی در آن سال تبدیل شده بود.
Meizu MXاین گوشی هوشمند در ۱ ژانویه ۲۰۱۲ به عنوان سری اول MXها منتشر شد این گوشی از سیستم عامل Flyme اندروید استفاده می‌کند نسخه چهار هسته‌ای از MX به عنوان MX 4-core با سیستم عامل Flyme اندروید در ۲۵ ژانویه سال ۲۰۱۲ منتشر شد.
MX به عنوان اولین گوشی هوشمند Meizu به خارج از کشور منتشر شد. هم چنین در هنگ کنگ و چین نیز آغاز به فروش شد.MX 4-core با چهار هسته باعث افزایش عملکرد گوشی هوشمند تا ۶۰٪ در مقایسه با گوشی‌های هوشمند دو هسته‌ای شده بود.
MX دارای دوربین ۸ مگاپیکسلی بود و قابلیت فیلم برداری تا ۱۰۸۰ پیکسل را داشت.

لوگوی میزو

## همکاری با نوکیا
همکاری دو کمپانی Meizu و نوکیا بر این اساس شکل گرفت که شرکت نوکیای فنلاند پس از قرارداد با مایکروسافت متعهد شده تا سال ۲۰۱۶ هیچ اسمارت فونی را تحت برند خودش وارد بازار نکند، ترجیح داده برخی از تکنولوژی‌های خاص و منحصر به فردش را در اختیار Meizu بگذارد تا از این طریق در توسعهٔ یک محصول عالی مشارکت کرده باشد.